# Пинакотека Аньелли
Пинакотека Джованни и Мареллы Аньелли (иногда Пинакотека Агнелли; итал. Pinacoteca Giovanni e Marella Agnelli) — художественный музей в итальянском городе Турин (область Пьемонт), основанный в 2002 году; разместился на верхнем этаже комплекса «Lingotto»; основой постоянной коллекции стало частное собрание предпринимателей Джанни и Мареллы Агнелли (Аньелли); проводит временные выставки.

## История и описание
Пинакотека Джованни и Мареллы Аньелли была открыта в Турине в 2002 году — она разместилась на верхнем этаже комплекса «Lingotto», представив широкой аудитории экспозицию из частной коллекции произведений искусства предпринимателей и меценатов Джанни и Мареллы Агнелли (Аньелли). Коллекция разместилась непосредственно в «шкатулке», стальном корпусе площадью 450 квадратных метров, поднятом на высоту в 34 метра — на крыше здания. Конструкция является проектом архитектора Ренцо Пиано, основывавшемся на идее «космического корабля» и хотевшего отразить «футуристический стиль» оригинальной фабрики. Помимо представления постоянной коллекции, в музее периодически проводятся временные выставки модерна и современного искусства.
В музейном собрании представлены двадцать три картины и две скульптуры: среди художников XVIII века сама галерея выделяет работы Каналетто, из которого музей сформировал группу — из шести видов Венеции. К ним добавлены две картины Бернардо Беллотто, племянника Каналетто, на которых изображены виды Дрездена с Фрауэнкирхе и Хофкирхе. Из произведений искусства XIX века, в музее хранятся две скульптуры Антонио Кановы, а также — «La bagnante bionda» Пьера Огюста Ренуара и «La Négresse» Эдуарда Мане.
Раздел XX века содержит работы Пабло Пикассо «L’Hétaire» и «Uomo appoggiato a un tavolo». Есть в собрании и произведения Амедео Модильяни, Анри Матисса, Джино Северини и Джакомо Балла.